# Christian Wilhelm Allers

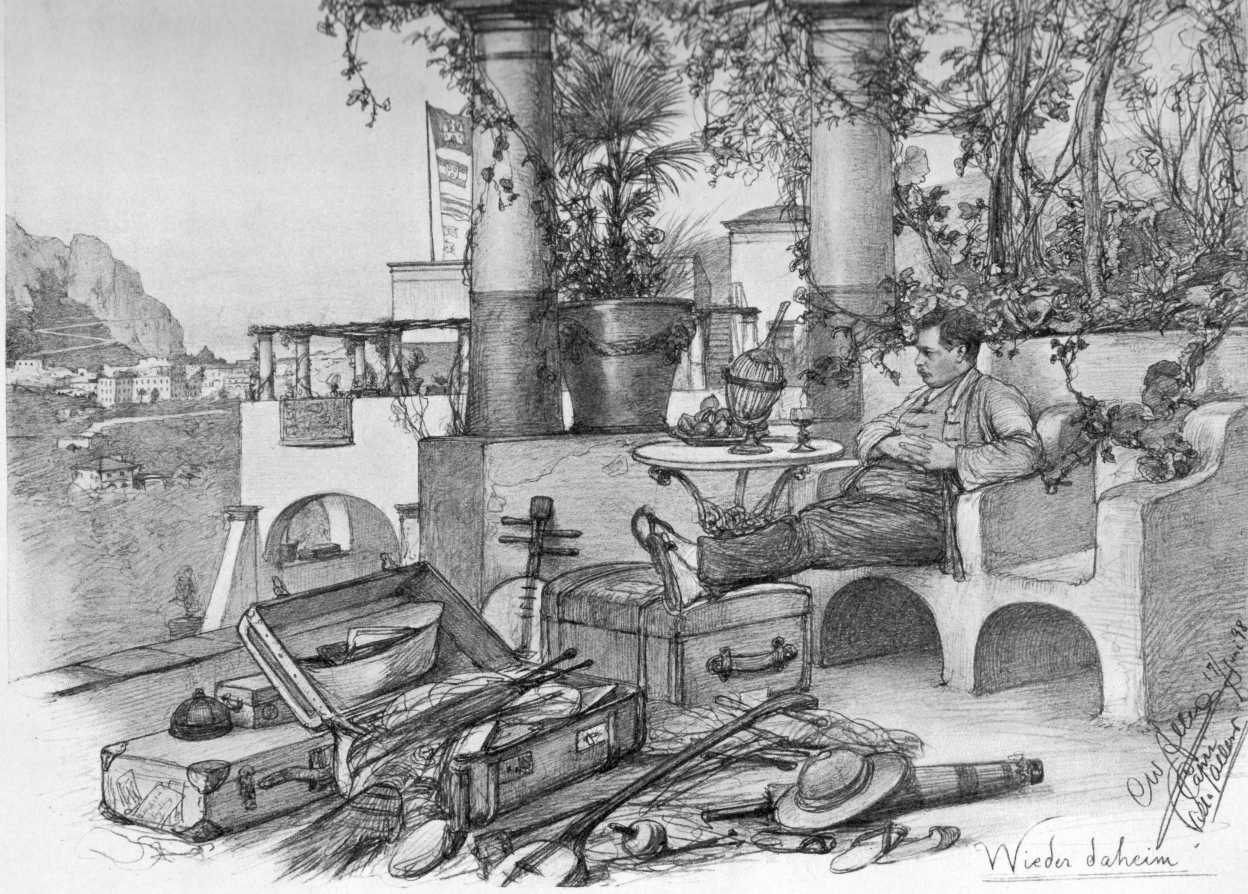
Christian Wilhelm Allers na Capri (1898)

Christian Wilhelm Allers (ur. 6 sierpnia 1857 w Hamburgu zm. 19 października 1915 w Karlsruhe)) – niemiecki litograf, malarz i rysownik.
Kształcił się w Karlsruhe. Pod koniec XIX wieku stał się popularny poprzez swoje pełne humoru rysunki tematycznie obejmujące wszystkie dziedziny życia i ilustrujące podróże artysty po całym świecie. Jego prace wydawano cyklicznie w albumach zbiorowych.